# Шютте, Томас
Томас Шютте (нем. Thomas Schütte; род. 16 ноября 1954 года, Ольденбург) ― немецкий художник, скульптор и архитектор. 

## Биография

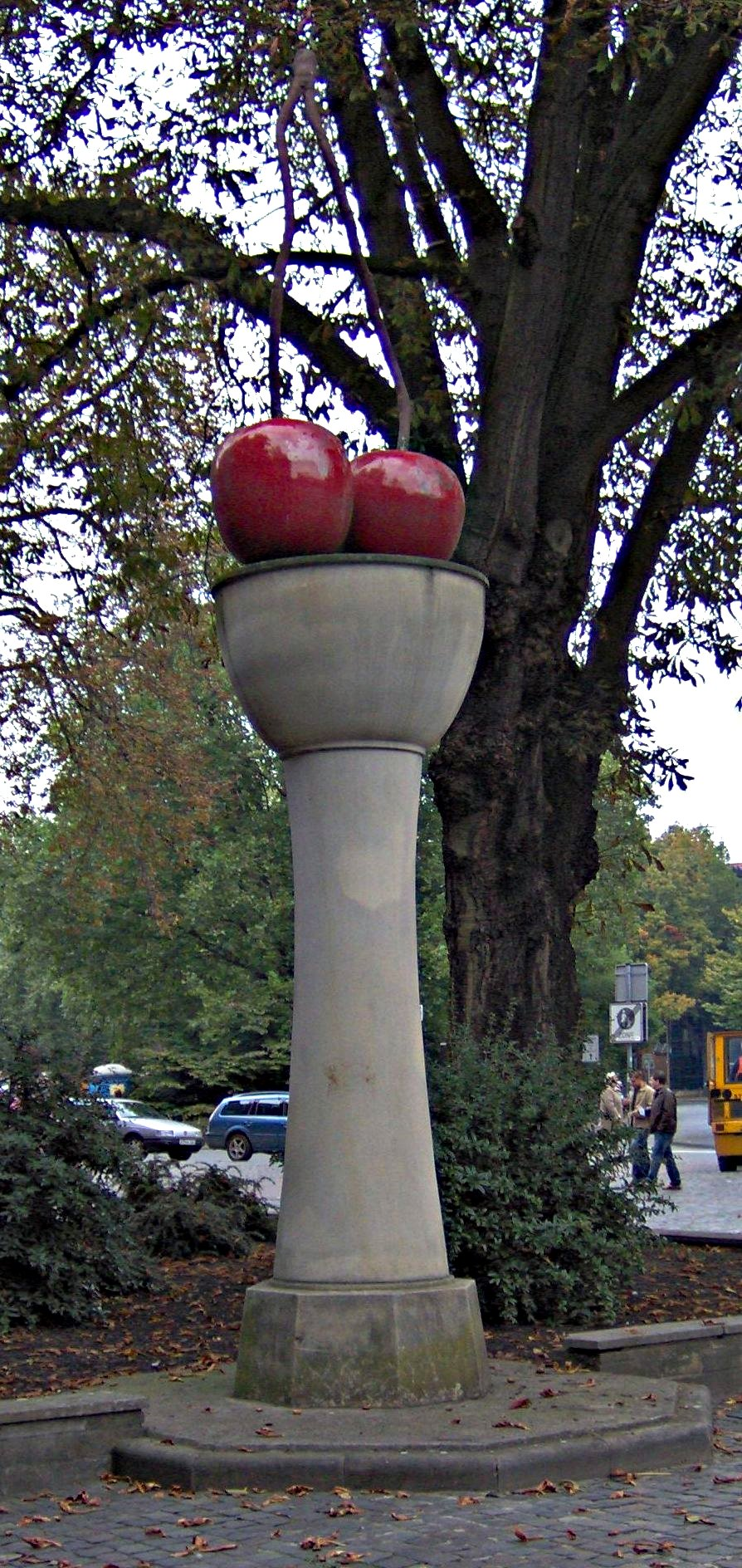
«Вишневая колонна» в Мюнстере

Родился в 1954 году в Ольденбурге. С 1973 по 1981 год изучал художественное искусство вместе с Катриной Фритч в Дюссельдорфской академии художеств. Его наставниками были Герхард Рихтер, Фриц Швеглер, Даниэль Бюрен и Беньямин Бухло. 
В 1989 году Шютте провёл свою первую персональную выставку в США. Она состоялась в Нью-Йорке в галерее Мариана Гудмана. 
В 2007 году он спроектировал «Модель для отеля»  ― архитектурный макет 21-этажного здания, состоящего из горизонтальных панелей из жёлтого, синего и красного стекла общим весом более восьми тонн. Макет был установлен на Четвёртом постаменте Трафальгарской площади. 
Шютте проводил персональные выставки в таких местах, как галерея Серпентайн, Лондон (2012);  Винтертурский художественный музей, Винтертур, Швейцария (2003) (позже была перенесена в Музей Гренобля и в K21, Художественное собрание земли Северный Рейн — Вестфалия, Дюссельдорф); Музей Фолькванг, Эссен (2002); Коллекция Гёц, Мюнхен (2001);  Фонд Диа Арт, Нью-Йорк (1998-2000); Фонд Серралвес, Португалия (1998 год); Фонд де Понт, Тилбург, (1998 год); Кунстхалле, Гамбург (1994 год); Музей современного искусства (Париж) (1990); а также Городской музей Амстердама, Эйндховен, (1990).  Его монументальная скульптура «Отец отечества» была выставлена в Художественной галерея Майнца, Германия в 2013 году. 
Шютте участвовал в престижной выставке Documenta в Касселе три раза. 

### Коллекции

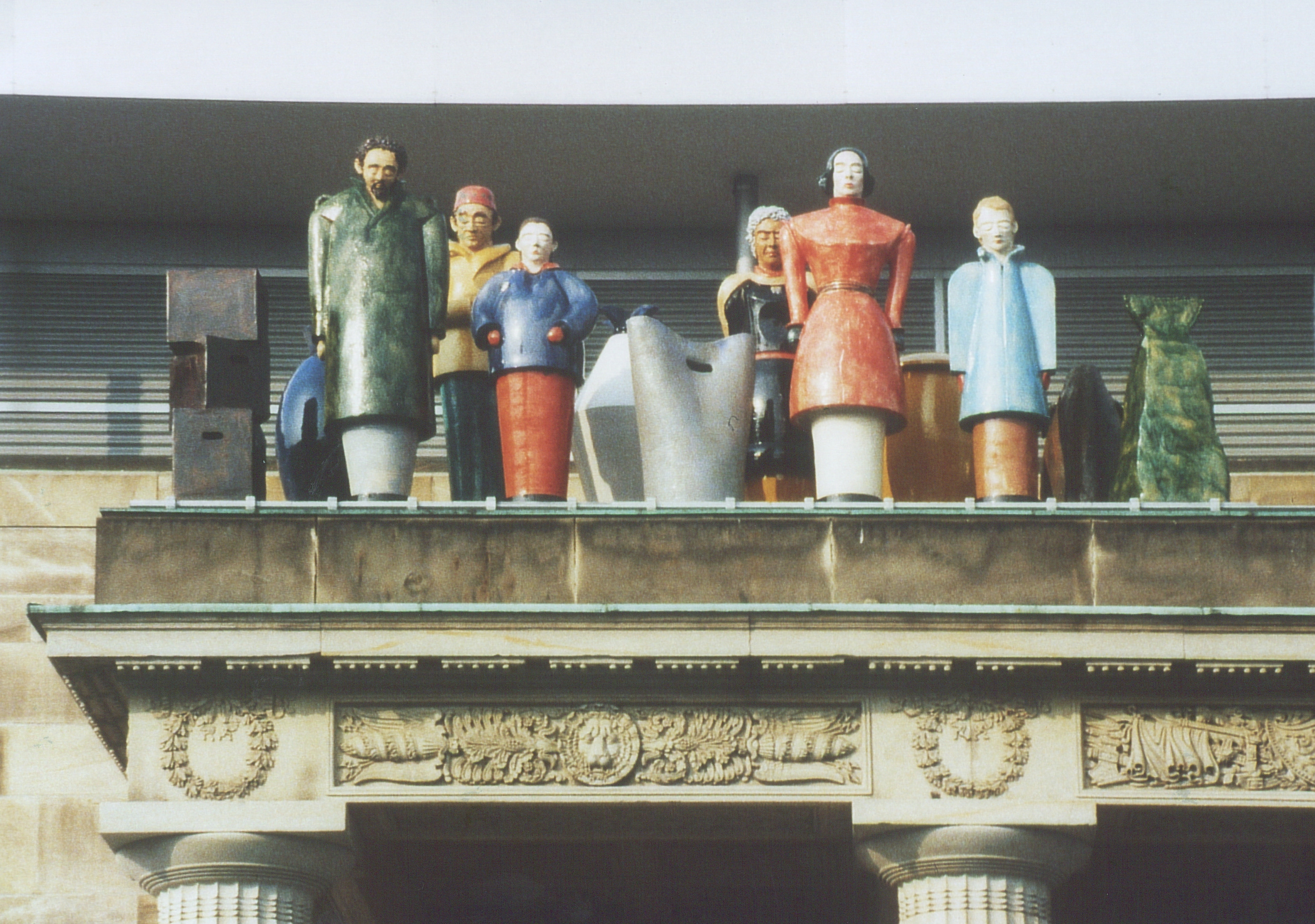
Скульптурная композиция «Незнакомцы» на выставке Documenta IX

Работы Шютте хранятся в фондах Тейт, Института искусств Кларка, Нью-Йоркского музея современного искусства и Чикагского института искусств.

### Признание
Шютте был удостоен множества наград, в том числе премии Курта Швиттерса в 1998 году и художественной премии города Вольфсбург в 1996 году. В 2005 году он был награжден Золотым львом на Венецианской биеннале за свою работу на выставке Марии де Коррал «Опыт искусства». Он также был удостоен Дюссельдорфской премии в 2010 году. 

#### Рынок искусства
Шютте выполнил скульптуру из литого алюминия под названием «Великий дух № 16» (2002). Скульптура представляет собой призрачную фигуру высотой восемь футов. Она была продана за $ 4,1 млн на аукционе Phillips de Pury & Company в 2010 году. «Великий дух № 6» (1996) ― бронзовая фигура с зелёной патиной, ― принесла скульптору $ 5,3 миллиона на аукционе Christie's в 2014 году. 